# Выборы в Липецкий областной совет депутатов (2021)
Выборы депутатов Липецкого областного совета депутатов шестого созыва состоялись в Липецкой области с 17 по 19 сентября 2021 года в единый день голосования, одновременно с выборами в Государственную думу РФ. Выборы проходили по смешанной избирательной системе: из 42 депутатов 14 избирались по партийным спискам (пропорциональная система), остальные 28 — по одномандатным округам (мажоритарная система). Для попадания в областной совет депутатов по пропорциональной системе партиям необходимо преодолеть 5%-й барьер. Срок полномочий депутатов — пять лет.
На 1 июля 2021 года в области было зарегистрировано 911 048 избирателей. Явка составила 51,75 %.

## Ключевые даты
- 17 июня Липецкий областной совет депутатов назначил выборы на 19 сентября 2016 года (единый день голосования)[2].
  - 22 июня постановление о назначении выборов было опубликовано в СМИ[3].
- 22 июня Избирательная комиссия Липецкой области утвердила календарный план мероприятий по подготовке и проведению выборов[3].
- с 19 июня по 18 июля — период выдвижения кандидатов и списков[3].
  - агитационный период начинается со дня выдвижения и заканчивается и прекращается в 0:00 первого дня голосования[3].
- с 10 по 25 июля — период представления документов для регистрации кандидатов и списков[3].
- с 21 августа по 16 сентября — период агитации в СМИ[3].
- с 17 по 19 сентября — дни голосования.

## Участники

### Выборы по партийным спискам
По единому округу партии выдвигали списки кандидатов. Для регистрации выдвигаемого списка партиям требовалось собрать от 4604 до 5064 подписей избирателей (0,5 % от числа избирателей).
| 1 | ЛДПР                                      | Владимир Жириновский • Никита Березин • Анатолий Емельянов | 14 | 44 | зарегистрирован |
| 2 | Родина                                    | Жанна Хайрединова • Сергей Звягин                          | 14 | 20 | зарегистрирован |
| 3 | Новые люди                                | Юлия Соловьева • Игорь Басинских • Андрей Кочеров          | 14 | 31 | зарегистрирован |
| 4 | Партия пенсионеров                        | Людмила Яськова • Олег Токарев • Сергей Волобуев           | 14 | 17 | зарегистрирован |
| 5 | Российская экологическая партия «Зелёные» | Сергей Васин                                               | 7  | 11 | зарегистрирован |
| 6 | Справедливая Россия                       | Евдокия Бычкова • Лариса Ксенофонтова • Игорь Власов Аннул | 14 | 41 | зарегистрирован |
| 7 | Коммунисты России                         | Максим Сурайкин • Максим Чувашов • Михаил Манаенков        | 14 | 45 | зарегистрирован |
| 8 | КПРФ                                      | Сергей Токарев • Николай Быковских • Татьяна Копылова      | 14 | 42 | зарегистрирован |
| 9 | Единая Россия                             | Игорь Артамонов • Дмитрий Аверов • Владимир Богодухов      | 14 | 45 | зарегистрирован |
| *Региональная группа соответствует двум одномандатным округам и должна включать от 1 до 3 кандидатов. Региональных групп должно быть от 7 до 14. |                                           |                                                            |    |    |                 |
| **Без учёта выбывших кандидатов. Общее число кандидатов не должно превышать 45 человек.                                                          |                                           |                                                            |    |    |                 |

### Выборы по округам
По 28 одномандатным округам кандидаты выдвигались как партиями, так и путём самовыдвижения. Кандидатам требовалось собрать 3 % подписей от числа избирателей соответствующего одномандатного округа.
| Партия | Партия              | Кандидатов |
| ------ | ------------------- | ---------- |
|        | Единая Россия       | 28         |
|        | КПРФ                | 28         |
|        | ЛДПР                | 26         |
|        | Справедливая Россия | 23         |
|        | РППС                | 13         |
| Всего  | Всего               | 118        |

| №  | Состав                                                           | Избирателей |
| -- | ---------------------------------------------------------------- | ----------- |
| 1  | частично город Липецк                                            | 35 522      |
| 2  | частично город Липецк                                            | 35 143      |
| 3  | частично город Липецк                                            | 34 836      |
| 4  | частично город Липецк                                            | 33 580      |
| 5  | частично город Липецк                                            | 33 116      |
| 6  | частично город Липецк                                            | 34 382      |
| 7  | частично город Липецк                                            | 33 073      |
| 8  | частично город Липецк                                            | 34 755      |
| 9  | частично город Липецк                                            | 31 991      |
| 10 | частично город Липецк                                            | 32 686      |
| 11 | частично город Липецк                                            | 33 848      |
| 12 | частично город Липецк                                            | 32 813      |
| 13 | Добровский район, частично Липецкий район                        | 33 310      |
| 14 | частично Грязинский район                                        | 32 138      |
| 15 | частично Грязинский район                                        | 30 231      |
| 16 | Добринский район                                                 | 27 108      |
| 17 | Усманский район                                                  | 37 311      |
| 18 | Хлевенский район, частично Задонский район                       | 33 610      |
| 19 | Воловский район, Тербунский район                                | 28 355      |
| 20 | Измалковский район, Долгоруковский район                         | 26 651      |
| 21 | частично город Елец                                              | 34 633      |
| 22 | частично город Елец                                              | 34 689      |
| 23 | Елецкий район, частично город Елец                               | 33 828      |
| 24 | Краснинский район, Становлянский район, частично Задонский район | 32 759      |
| 25 | Данковский район                                                 | 28 130      |
| 26 | Чаплыгинский район, Лев-Толстовский район                        | 36 241      |
| 27 | Лебедянский район                                                | 33 360      |
| 28 | частично Липецкий район                                          | 32 553      |

## Результаты
| Место                      | Место                      | Партия                                    | по областным спискам | по областным спискам | по областным спискам | по одно- мандатным округам | всего         | всего   |
| Место                      | Место                      | Партия                                    | Голоса               | %                    | Получено мест        | Получено мест              | Получено мест | %       |
| -------------------------- | -------------------------- | ----------------------------------------- | -------------------- | -------------------- | -------------------- | -------------------------- | ------------- | ------- |
|                            | 1.                         | «Единая Россия»                           | 218 856              | 46,42 %              | 7                    | 16                         | 23            | 54,76 % |
|                            | 2.                         | КПРФ                                      | 92 726               | 19,67 %              | 3                    | 12                         | 15            | 35,71 % |
|                            | 3.                         | ЛДПР                                      | 38 904               | 8,25 %               | 1                    | 0                          | 1             | 2,38 %  |
|                            | 4.                         | «Справедливая Россия»                     | 30 323               | 6,43 %               | 1                    | 0                          | 1             | 2,38 %  |
|                            | 5.                         | Партия пенсионеров                        | 24 633               | 5,22 %               | 1                    | 0                          | 1             | 2,38 %  |
|                            | 6.                         | «Новые люди»                              | 24 047               | 5,1 %                | 1                    | 0                          | 1             | 2,38 %  |
|                            |                            |                                           |                      |                      |                      |                            |               |         |
|                            | 7.                         | «Коммунисты России»                       | 15 340               | 3,25 %               | 0                    | 0                          | 0             | 0 %     |
|                            | 8.                         | Российская экологическая партия «Зелёные» | 7938                 | 1,68 %               | 0                    | 0                          | 0             | 0 %     |
|                            | 9.                         | Родина                                    | 6119                 | 1,3 %                | 0                    | —                          | 0             | 0 %     |
| Недействительные бюллетени | Недействительные бюллетени | Недействительные бюллетени                | 12 580               | 2,67 %               |                      |                            |               |         |
| Всего                      | Всего                      | Всего                                     | 471 466              | 100 %                | 14                   | 28                         | 42            | 100 %   |